# Frans Christiaens (voetballer)
Frans Christiaens (Lier, 20 januari 1914 - Mortsel, 5 april 1943) was een Belgisch doelman. Hij speelde zijn hele loopbaan bij Eersteklasser Lierse SK en voetbalde vijf interlandwedstrijden met het Belgisch voetbalelftal.

## Loopbaan
Christiaens doorliep de jeugdreeksen van Lierse SK en debuteerde in 1930 op 16-jarige leeftijd in het doel van het eerste elftal van de ploeg die op dat moment al enkele jaren in Eerste klasse speelde. Hij verwierf al vlug een vaste basisplaats in de ploeg.
In het seizoen1931-1932 behaalde de club, vooral dankzij Christiaens, Bernard Delmez en Bernard Voorhoof de landstitel. In de volgende twaalf jaar zou de ploeg slechts één keer buiten de top-5 van de hoogste nationale afdeling eindigen.
Voor Christiaens waren vooral de jaren 1935 en 1936 topjaren. Hij liet weinig doelpunten binnen en als beloning mocht hij op 28 april 1935 zijn eerste wedstrijd, de thuiswedstrijd tegen Duitsland die met 1-6 werd verloren, met het Belgisch voetbalelftal spelen. Binnen een tijdsperiode van bijna één jaar speelde hij vijf interlandwedstrijden voor de nationale ploeg. Zijn laatste wedstrijd waarin hij voor de Rode Duivels in doel stond was de met 8-0 verloren uitwedstrijd in Nederland op 29 maart 1936.
Met Lierse bleef het uitstekend gaan. Bij de stopzetting van de voetbalcompetitie wegens de Tweede Wereldoorlog in 1940 stond de ploeg aan de leiding. Het daaropvolgende seizoen won Lierse een officieuze competitie en in 1942, nadat de competitie was hervat, werd Lierse opnieuw landskampioen. Christiaens kon, tien jaar na zijn eerste titel, een nieuwe titel vieren.
Op 5 april 1943 stierf Christiaens tijdens het Bombardement op Mortsel waarbij 936 doden vielen. Samen met Frans Vervoort die eveneens tijdens het bombardement stierf, was Lierse in één klap twee spelers kwijt. Frans Vervoort ging normaal in het weekend debuteren in eerste ploeg. Christiaens had in totaal 230 wedstrijden in Eerste klasse gespeeld.